# 1848年至1850年的法兰西阶级斗争
《1848年至1850年的法兰西阶级斗争》是马克思论述法国1848-1850年的阶级斗争的著作。对1848年法国革命的性质、动力、进程和失败的原因，作了历史唯物主义的分析，论证无产阶级在资产阶级革命中的策略，阐述历史唯物主义的基本原理，如经济基础和上层建筑的相互关系、阶级斗争、政党和先进思想在社会发展中的作用、国家及各种政体的作用，“无产阶级专政”的提法在这部著作中第一次出现。